# Хал Патино
Хал Патино (енгл. Hal Patino) je амерички музичар рођен 8. августа у Невади. Као басиста свирао је у мноштво хеви метал бендова, од којих је најпознатији Кинг Дајмонд. Хал Патино је члан популарне тројке, чији су чланови још и Пит Блек и Енди Ларок. Хал Патино има сина који је главни вокалиста бенда Maryann Cotton.

### Кинг Дајмондалбуми
- (1988)
- (1989)
- (1989)
- (1990)
- (2002)
- (2003)
- (2004)
- (2007)